# Becontree
Becontree – dzielnica Londynu, w Wielkim Londynie, leżąca w gminie Barking and Dagenham. Leży 17 km od centrum Londynu. Dzielnica liczy 100 000 mieszkańców.